# Бокира
Бокира (порт. Boquira)  —  муниципалитет в Бразилии, входит в штат Баия. Составная часть мезорегиона Юго-центральная часть штата Баия. Входит в экономико-статистический микрорегион Бокира. Население составляет 24 073 человека на 2006 год. Занимает площадь 1430,780 км². Плотность населения — 16,8 чел./км².

## История
Город основан 6 апреля 1962 года.

## Статистика
- Валовой внутренний продукт на 2003 год составляет 38 351 363,00 реалов (данные: Бразильский институт географии и статистики).
- Валовой внутренний продукт на душу населения на 2003 год составляет 1654,72 реала (данные: Бразильский институт географии и статистики).
- Индекс развития человеческого потенциала на 2000 год составляет 0,638 (данные: Программа развития ООН).